# Davor Lovren
Davor Lovren (Múnich, Alemania, 3 de octubre de 1998) es un jugador profesional de fútbol croata de origen bosnio.[cita requerida] Juega de delantero en el N. K. Kustošija de la 3. HNL.

## Trayectoria
Lovren hizo su debut profesional en la Primera Liga de Fútbol croata para el G. N. K. Dinamo Zagreb el 14 de mayo de 2016 en un partido contra el N. K. Lokomotiva.
En junio de 2017 firmó por el Fortuna Düsseldorf alemán, a préstamo por dos años. El conjunto alemán terminó por comprar sus derechos por 750 000 euros el 11 de julio de 2018.

## Personal
Es el hermano menor de Dejan Lovren, defensa del club Zenit. Lleva el nombre Davor en honor al exfutbolista croata Davor Šuker.

## Clubes
| Club                           | País     | Año       |
| ------------------------------ | -------- | --------- |
| G. N. K. Dinamo de Zagreb II   | Croacia  | 2015-2016 |
| G. N. K. Dinamo de Zagreb      | Croacia  | 2016-2018 |
| → Fortuna Düsseldorf (cedido)  | Alemania | 2017-2018 |
| Fortuna Düsseldorf             | Alemania | 2018-2020 |
| → N. K. Slaven Belupo (cedido) | Croacia  | 2020      |
| Fortuna Düsseldorf II          | Alemania | 2020-2022 |
| N. K. Jarun                    | Croacia  | 2022-2023 |
| N. K. Kustošija                | Croacia  | 2023-     |